# HD 181858
HD 181858，又名BD-08 4950，SAO 143321、HR 7347，是一颗恒星，视星等为6.31，位于銀經29.07，銀緯-10.57，其B1900.0坐标为赤經19h 16m 55s，赤緯-8° -10.57′ 24″。